# Dioscorea deltoidea
Dioscorea deltoidea là một loài thực vật có hoa trong họ Dioscoreaceae. Loài này được Wall. ex Griseb. mô tả khoa học đầu tiên năm 1842.